# Santa Magdalena de Corbera la Cabana

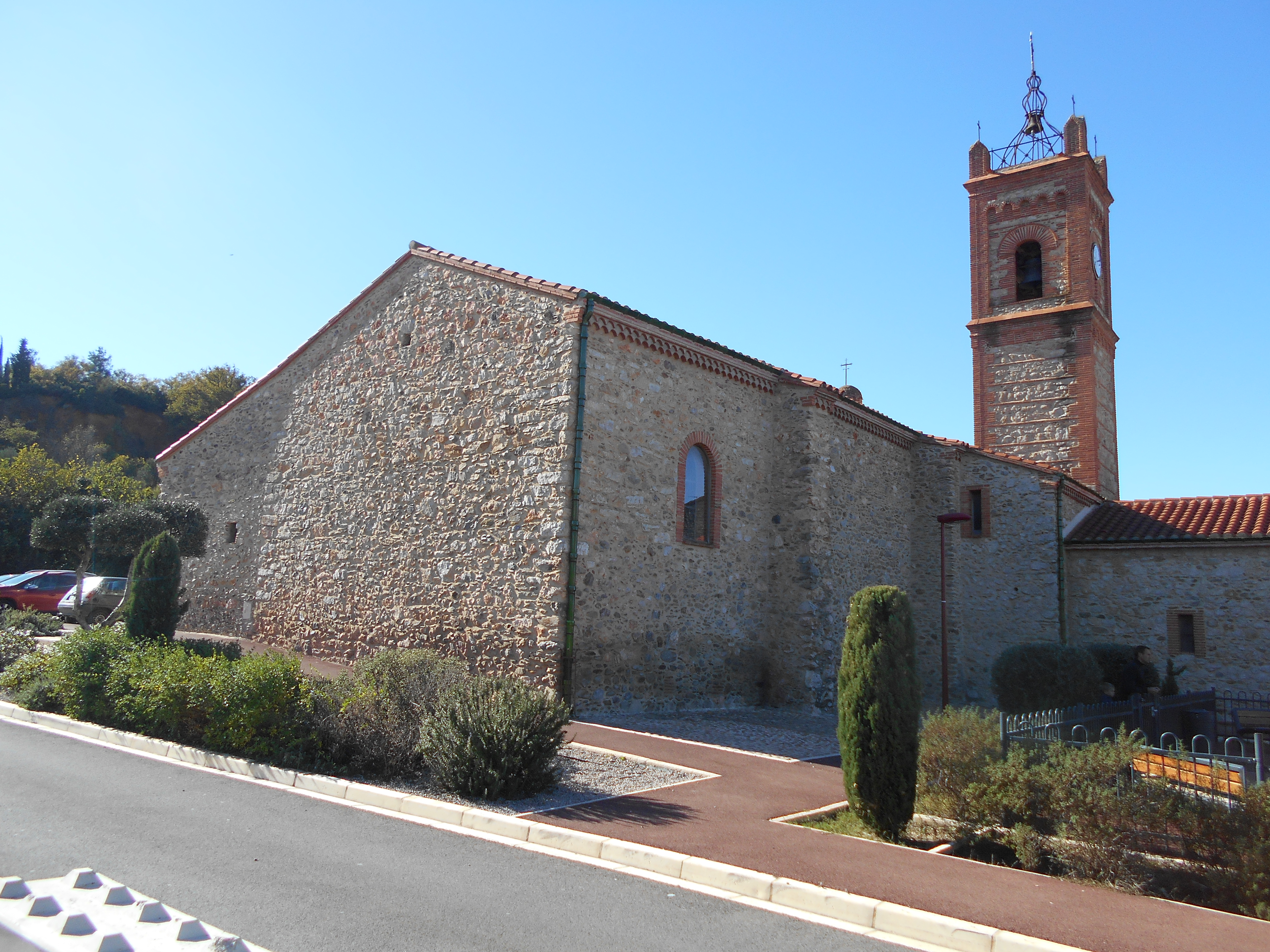
Capçalera est i façana nord de l'església

Santa Magdalena de Corbera la Cabana, o Santa Maria Magdalena, és l'església parroquial del poble de Corbera la Cabana, de la comarca del Rosselló, a la Catalunya Nord.
Està situada a l'extrem de llevant del poble, al costat de ponent de l'Escola maternal i primària del poble.